# Knippa
Knippa és una concentració de població designada pel cens del Comtat d'Uvalde a l'estat de Texas (Estats Units d'Amèrica

## Demografia
Segons el Cens dels Estats Units del 2000, Knippa tenia 739 habitants. tenia 739 habitants, 246 habitatges, i 180 famílies. La densitat de població era de 27,4 habitants/km².
Dels 246 habitatges en un 42,7% hi vivien nens de menys de 18 anys, en un 60,6% hi vivien parelles casades, en un 10,2% dones solteres, i en un 26,8% no eren unitats familiars. En el 24,8% dels habitatges hi vivien persones soles el 9,3% de les quals corresponia a persones de 65 anys o més que vivien soles. El nombre mitjà de persones vivint en cada habitatge era de 3 i el nombre mitjà de persones que vivien en cada família era de 3,69.
Per edats la població es repartia de la següent manera: un 33,6% tenia menys de 18 anys, un 10,3% entre 18 i 24, un 27,2% entre 25 i 44, un 19,8% de 45 a 60 i un 9,2% 65 anys o més.
L'edat mediana era de 30 anys. Per cada 100 dones de 18 o més anys hi havia 97,2 homes.
La renda mediana per habitatge era de 29.375 $ i la renda mediana per família de 31.667 $. Els homes tenien una renda mediana de 20.741 $ mentre que les dones 19.722 $. La renda per capita de la població era de 9.790 $. Aproximadament el 15,5% de les famílies i el 20% de la població estaven per davall del llindar de pobresa.

## Poblacions properes
El següent diagrama mostra les poblacions més properes.